# Kalaat Béni Abbès
El Kalaat Béni Abbès (L-474) (en árabe: قلعة بني عباس (474)) es un muelle de transporte anfibio (LPD) de la Armada Nacional de Argelia. El barco construido por la firma italiana Fincantieri como una versión ampliada y mejorada de la clase San Giorgio italiana. El barco mide 143 metros (469 pies) de largo y 21,5 metros (71 pies) de ancho.
El barco tiene una cubierta de vuelo continua con dos puntos de aterrizaje para helicópteros en la proa y la popa.
Encargado en 2011, el barco fue puesto en servicio por la Armada Nacional de Argelia el 4 de septiembre de 2014. El primer atraque oficial - y ceremonia de puesta en servicio - fue el 28 de marzo de 2015 en presencia del jefe de Estado Mayor de la ANP y el Alto Mando de la Armada Nacional de Argelia.
El incidente naval argelino-israelí de 2021 tuvo lugar cerca de este barco. Se desplegaron dos helicópteros de guerra antisubmarina Superlynx para detectar un submarino israelí intruso mientras los submarinos argelinos lo rodeaban y lo ahuyentaban.

## Capacidades

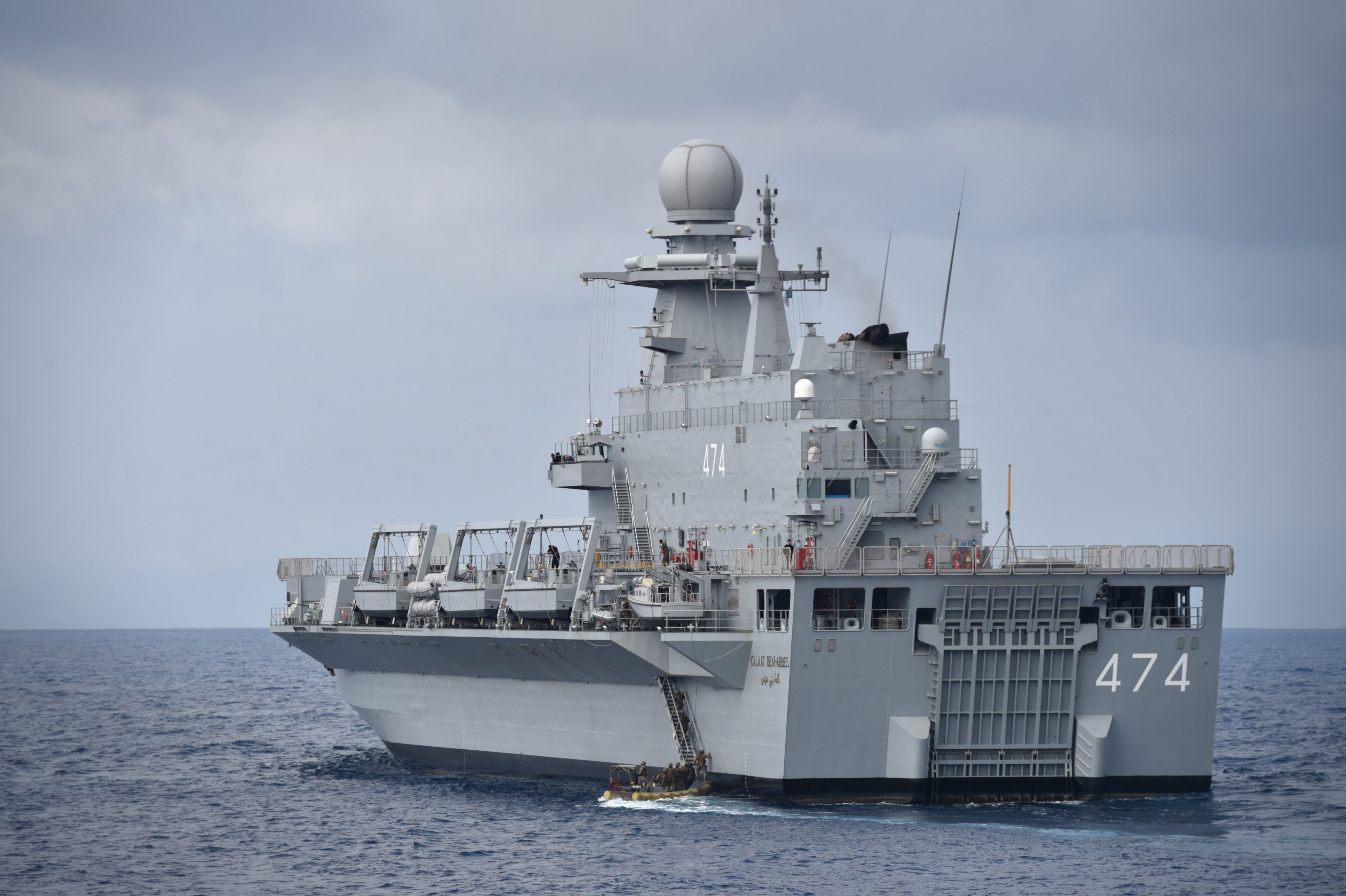
Vista de popa del barco, 2016

El barco tiene un muelle de apertura en la parte trasera que le permite lanzar hasta tres lanchas de desembarco. El lado de babor del barco tiene pescantes que pueden lanzar tres lanchas de desembarco y dos botes rápidos para comandos. El barco también alberga un garaje para 15 tanques pesados y viviendas para 440 soldados más 150 tripulantes. El barco también lleva un hospital de 60 camas y quirófanos.
El barco cuenta con la asistencia continua de tres embarcaciones también construidas por Fincantieri, llamadas Chaland , cada una de las cuales puede transportar un tanque pesado o un máximo de 140 personas.

## Sistemas de armas

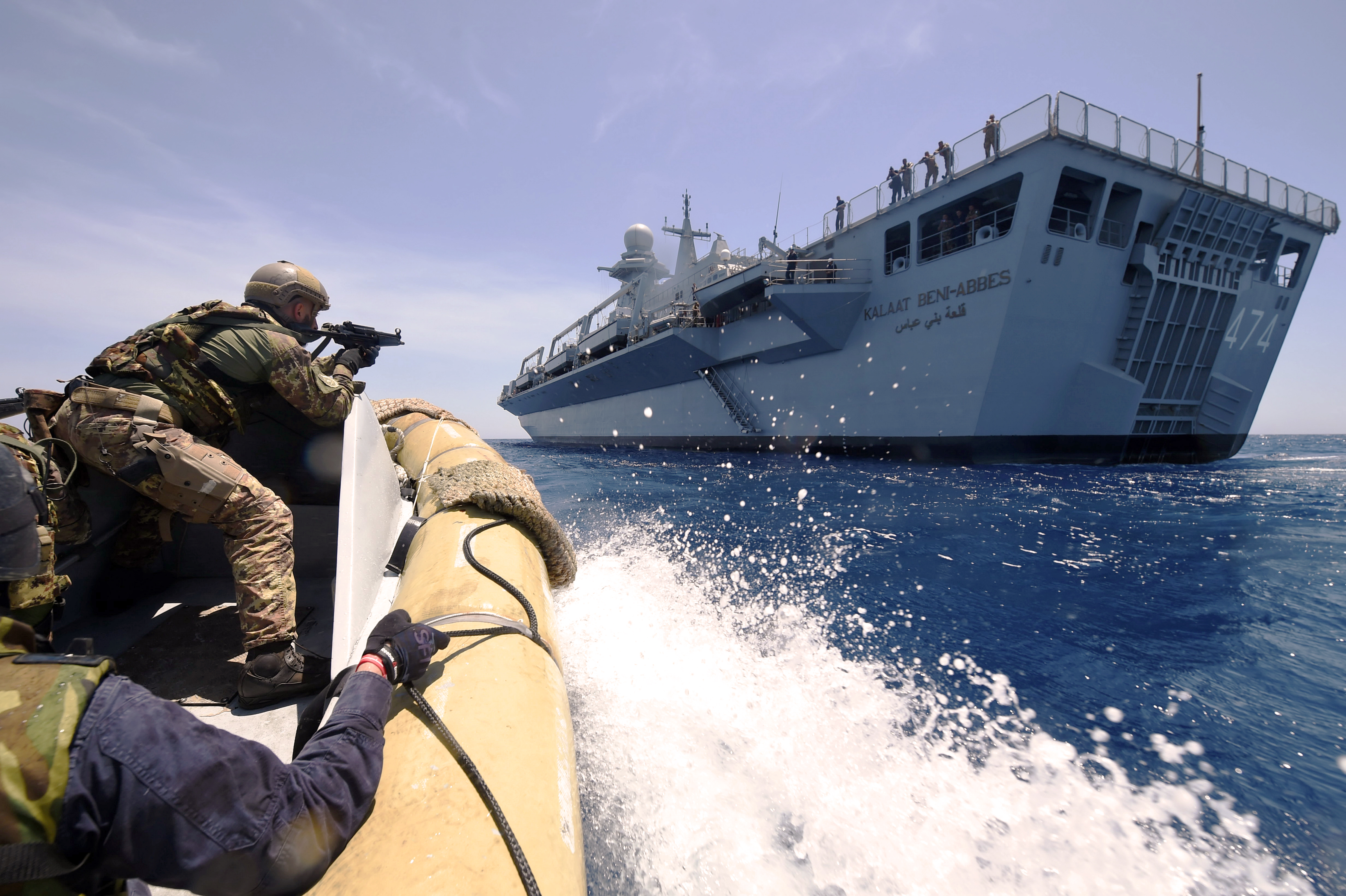
Infantes de marina italianos en un simulacro militar, 24 de mayo de 2016.

El barco está equipado con un radar EMPAR para detectar amenazas de largo alcance y 16 misiles Aster 15 en dos lanzadores verticales A-50, así como una torreta de 76 mm y dos cañones Oerlikon KBA de 25x137 mm que pueden usarse para la defensa contra aviones o blancos de superficie. El buque también cuenta con un conjunto completo de guerra electrónica proporcionado por Thales y Elettronica, vinculado a dos lanzadores de señuelos SCLAR-H Oto Melara.